# Coleophora agassizi
Coleophora agassizi is een vlinder uit de familie kokermotten (Coleophoridae). De wetenschappelijke naam van de soort is voor het eerst geldig gepubliceerd in 2011 door Giorgio Baldizzone & Hugo van der Wolf.

## Type
- holotype: "male, 4-12.IX.1952. leg. D.S. Fletcher"
- instituut: BMNH, Londen, Engeland
- typelocatie: "Uganda, Rwenzori-gebergte, Ibanda, 4700 ft"

De soort komt voor in het Afrotropisch gebied.